# Boumediene Freifer
Boumediene Freifer (en arabe : بومدين فريفر), né le 15 novembre 1998 à Oran, est un footballeur algérien qui évolue au poste d'attaquant au GC Mascara.

## Biographie
Boumediene Freifer est formé au MC Oran. Sa carrière chez les seniors débute en 2016.
Freifer est sélectionné à plusieurs reprises avec l'équie Algérie U20 et aussi celle des U21.

## Palmarès
MC Oran -21 ans
- Coupe d'Algérie -21 ans (1) :
  - Vainqueur : 2017.